# 사라 마리
사라 마리(일본어: 紗羅マリー, 영어: Mary Sara, 1986년 12월 12일 ~ )는 일본의 모델, 가수, 배우이다.